# Guto dos Anjos
Luiz Augusto Lorini dos Anjos, conhecido como Guto dos Anjos (Piracicaba, 7 de julho de 1987) é um ex-atleta da ginástica artística masculina brasileira. Atualmente Guto dos Anjos é técnico de ginastica no Gymnastix Training Center em Atlanta, Geógia, EUA.

## Biografia
Nascido no interior de São Paulo, mudou-se cedo para Vitória, no Espírito Santo. Lá, no Centro de Educação Física da Universidade Federal do Espírito Santo (UFES), teve seu primeiro contato com a modalidade artística da ginástica. Antes de iniciar no desporto, seu pai, professor de educação física, apresentou-lhe vários esportes, entre os quais o atletismo e natação. Após, praticou ainda a dança contemporânea. Aos doze, iniciou-se definitivamente na ginástica artística, e, apesar do começo tardio, demonstrou um bom desempenho, fruto de seu condicionamento adquirido com as outras práticas.
Seu primeiro ginásio de treinamento foi a Academia Ponto Olímpico, no qual foi tutorado pelo professor Percy Vilarroel. Mais tarde, treinou em Bauru e em São Caetano do Sul, destacando, nesse meio tempo, sua performance na barra fixa dos Jogos Abertos do Interior. Treinando no Clube Agith da Vila Maria, foi convocado para a seleção brasileira, mudando-se então, para Curitiba, para o Centro de Treinamento. Em 2006, transferiu-se para o Esporte Clube Pinheiros, onde passou a treinar.
Na ginástica, tem como especialidades as barras paralelas e a barra fixa. Suas primeiras medalhas de destaque foram conquistadas na barra fixa, em uma etapa de Copa do Mundo em 2006 com a nota 15,050, e em 2007, um bronze em Ghent, na Bélgica. Foi ainda o mais jovem atleta a integrar a equipe brasileira de ginástica artística no Pan do Rio de Janeiro, que conquistou a medalha de prata.